# Tarimoro
Tarimoro è una città dello stato di Guanajuato, nel Messico centrale, capoluogo dell'omonima municipalità.
La popolazione della municipalità è di 35.571 abitanti e ha un'estensione di 338,66 km².